# Cucina mantovana
La cucina mantovana è l'insieme dei piatti della tradizione culinaria della provincia italiana di Mantova, alcuni dei quali risalenti ai tempi dei Gonzaga.
È una gastronomia forte di piatti apprezzati fuori dal territorio anche nei secoli scorsi. È una cucina vincolata alla terra dalle tradizioni contadine, ma risulta comunque molto ricca e variegata. Diverse possono essere le varianti locali di uno stesso piatto.

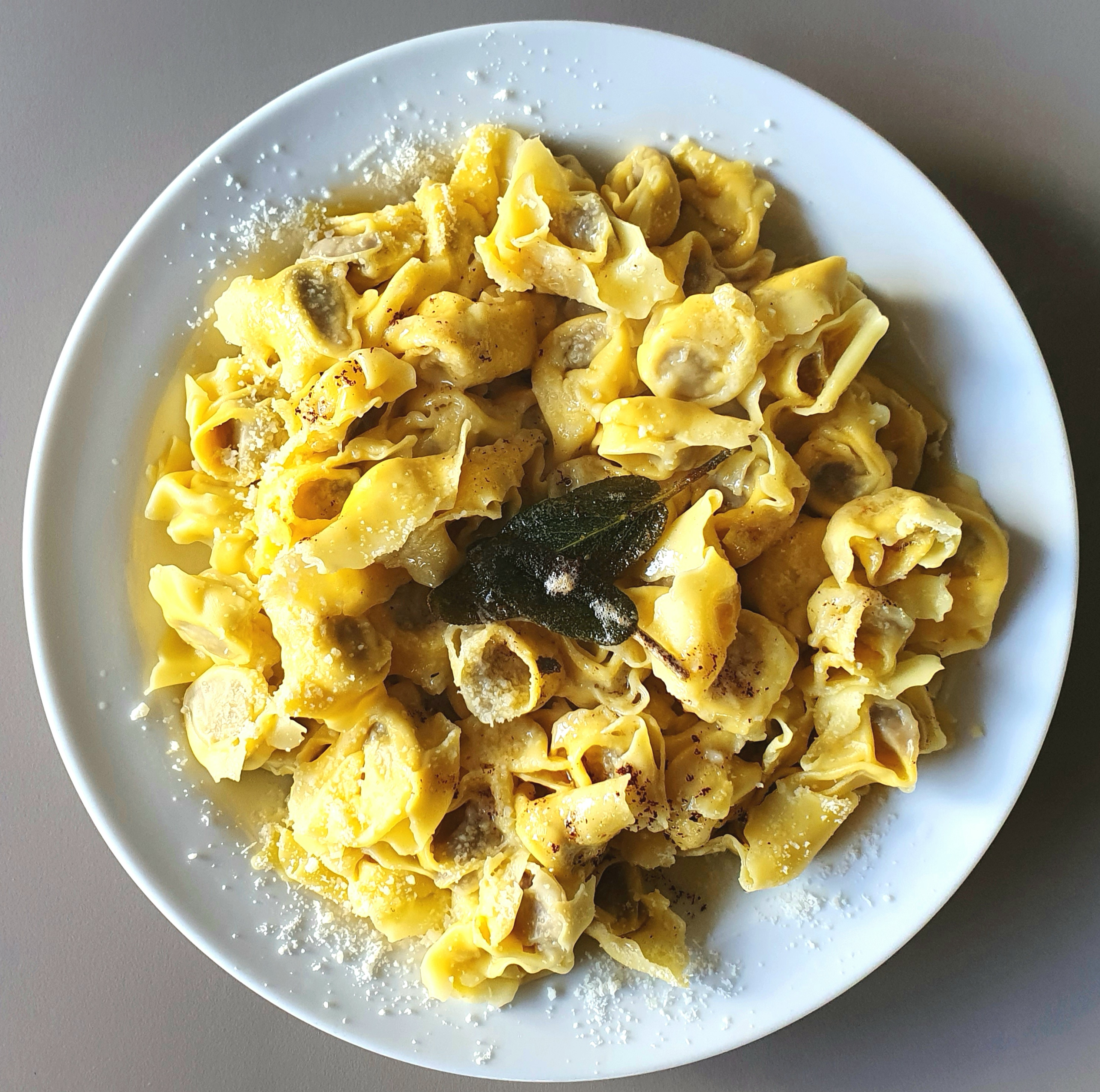
Agnolini mantovani

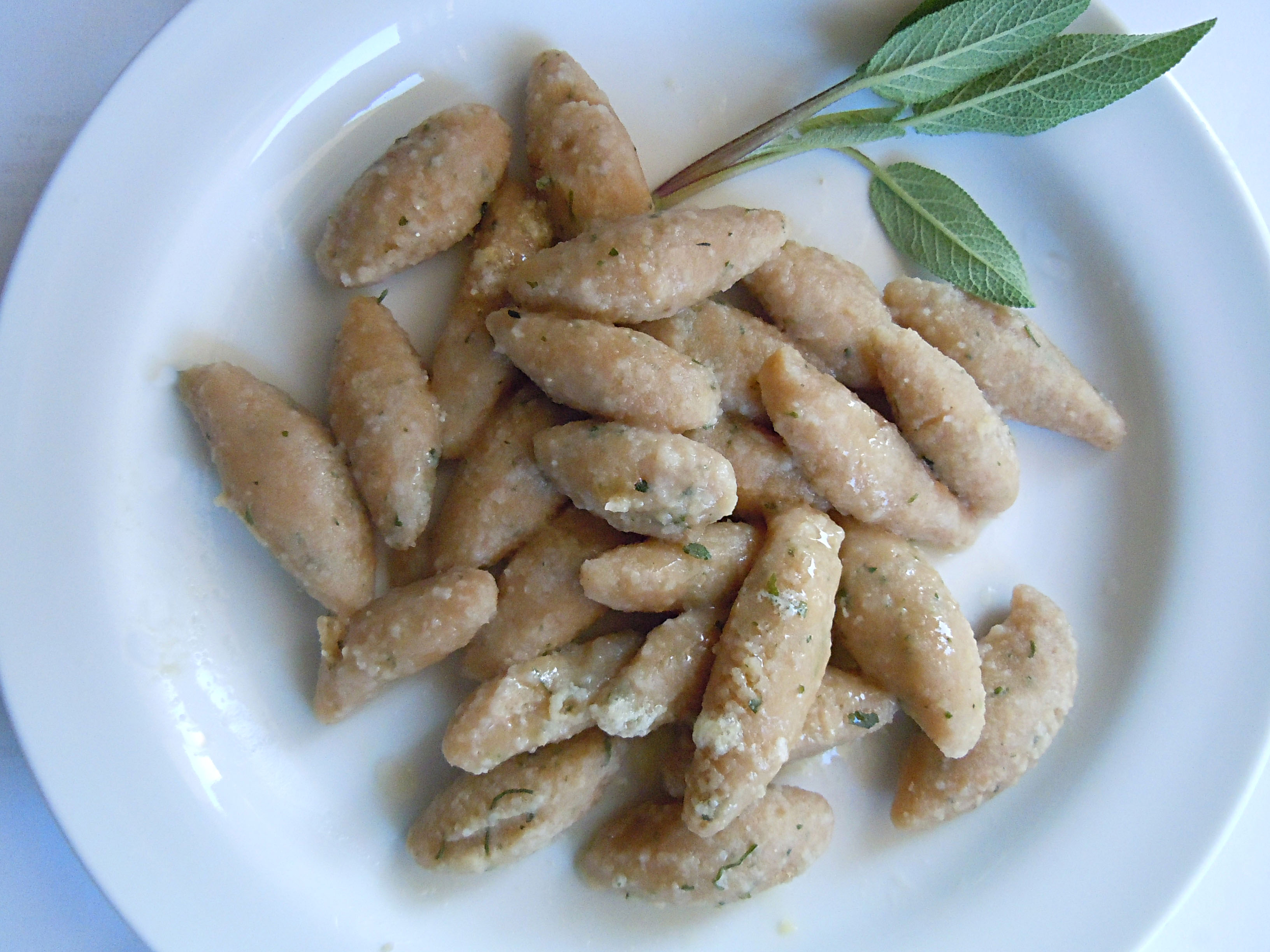
I capunsei

Vista la posizione geografica occupata dalla provincia di Mantova, la tradizione culinaria mantovana si apparenta alla cucina emiliana del salume e della pasta e alla cucina lombarda del riso.

## Antipasti

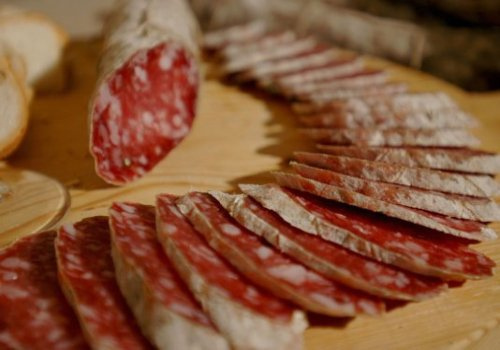
Salame mantovano

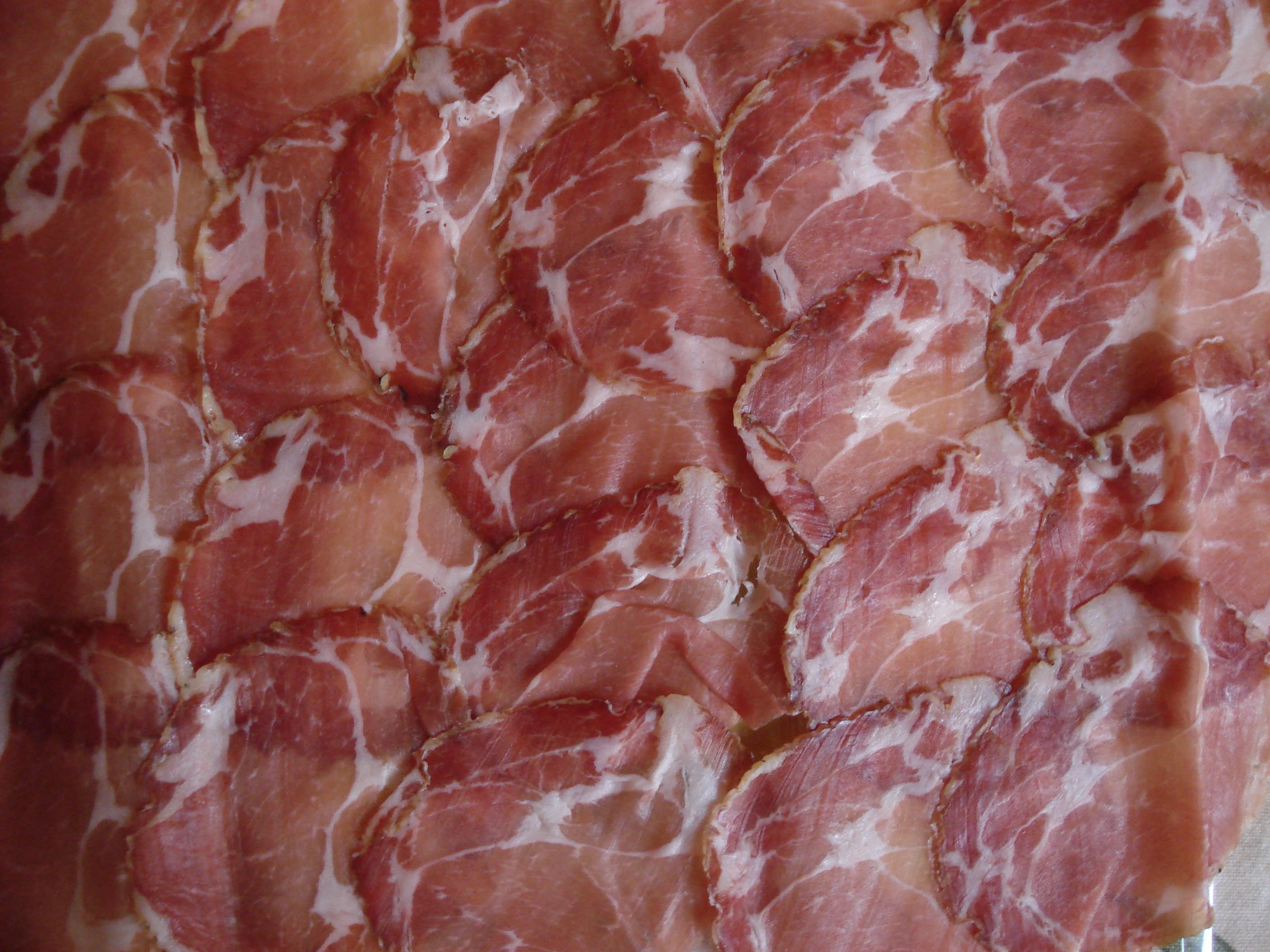
Coppa

Il tradizionale antipasto mantovano è composto da salumi. 
- Salame mantovano, con o senza aggiunta di aglio fresco[1]
- Coppa
- Pancetta

Sono molto diffusi:
- Gras pìstà, lardo di maiale tritato al coltello e aglio[2]
- Ciccioli o gréppole, pezzi di carne e grasso di maiale cotti ed essiccati[1]
- Culatello, salume più tipicamente parmense (viene prodotto peraltro anche in alcuni comuni mantovani)[3]

Accompagnano spesso i salumi:
- Gnocco fritto, quadrati o rombi di pasta di pane fritti nello strutto bollente. Originario delle province di Modena e Reggio Emilia, solo in tempi piuttosto recenti si è diffuso nel mantovano ed è più noto col nome di "torta fritta", con cui viene chiamato in altre zone dell'Emilia[4]
- Chisœla, focaccia tipica salata[5]
- Tirot, focaccia con cipolle originaria di Felonica, tipica della Bassa[6]
- Chisœlina, focaccina croccante e salata[7]
- Luccio in salsa[8]

## Primi piatti
Sono la colonna portante della cucina mantovana.
Minestre in brodo:

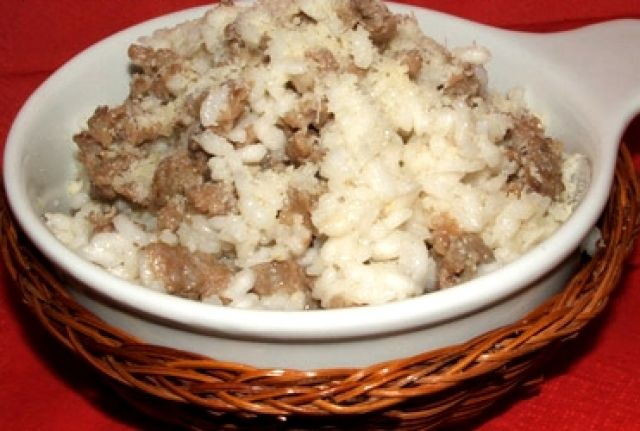
Risotto alla pilota

- Agnolini, pasta all'uovo con ripieno di carne di manzo, salamella, pollo, pane grattugiato, Grana Padano, noce moscata. Esiste una variante con ripieno di stracotto di manzo[9][10]
- Tagliatelline, quadretti e maltagliati, pasta all'uovo tagliata a strisce sottili[11]
- Pasta trita, pasta all'uovo essiccata e tritata in grattugia in pezzi molto piccoli[12][13]
- Panàda, composta da pane raffermo, olio e formaggio grana[14]
- Bevr'in vin[15]
- Passatelli
- Mericonda[13]

Primi asciutti:
- Bigoli con le sardelle[16]
- Turtei sguasarot[17]
- Tortelli di zucca[17]

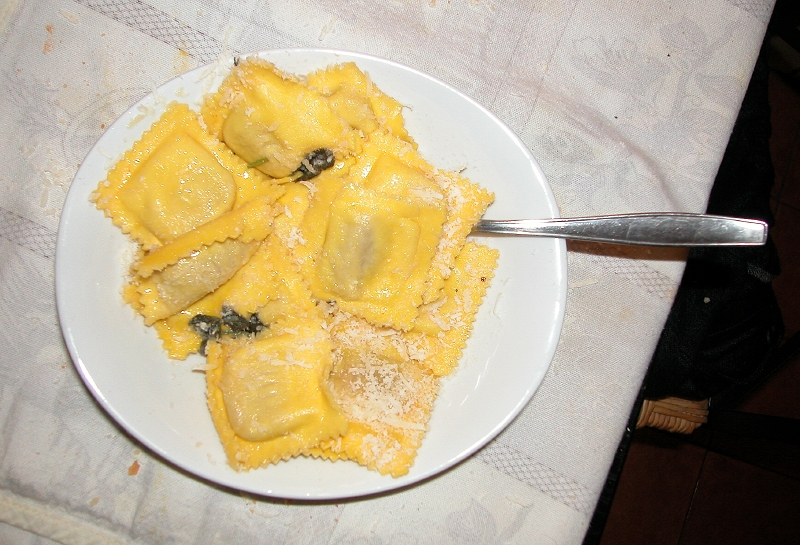
Tortelli di zucca

- Tortelli amari, tipici di Castel Goffredo[18]
- Tagliatelle[19][16]
- Gnocchi di zucca[20]
- Capunsei, tipici dell'alto mantovano[21]
- Risotto alla pilota, condito con salamella di maiale[22]
- Risotto col puntèl, condito con salamella, costine o braciola di maiale[23]
- Risotto con le rane, condito con le rane pulite, olio e cipolla[24]
- Risotto con i saltaréi, condito con gamberi di fiume fritti[25]

## Secondi piatti

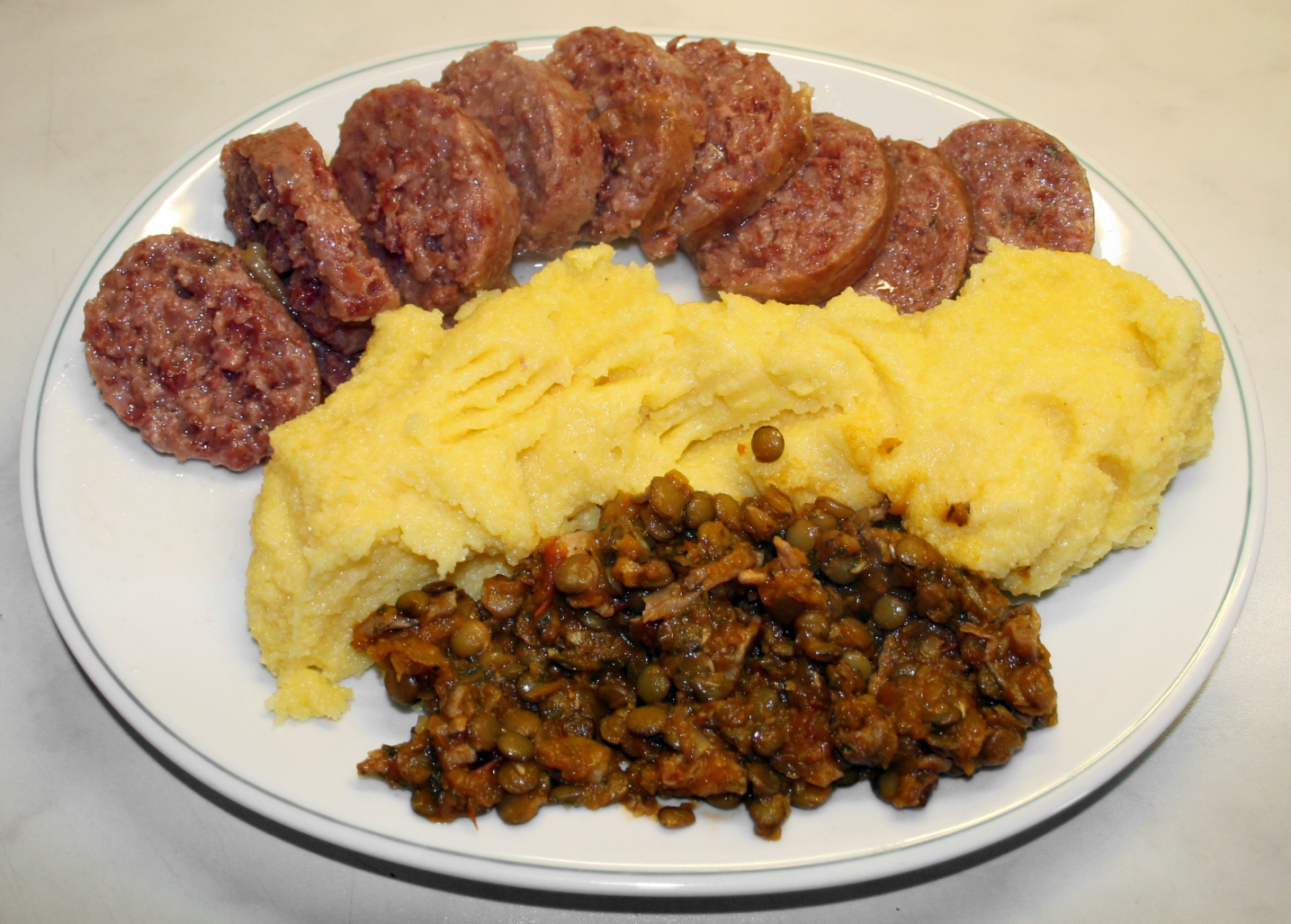
Cotechino con polenta

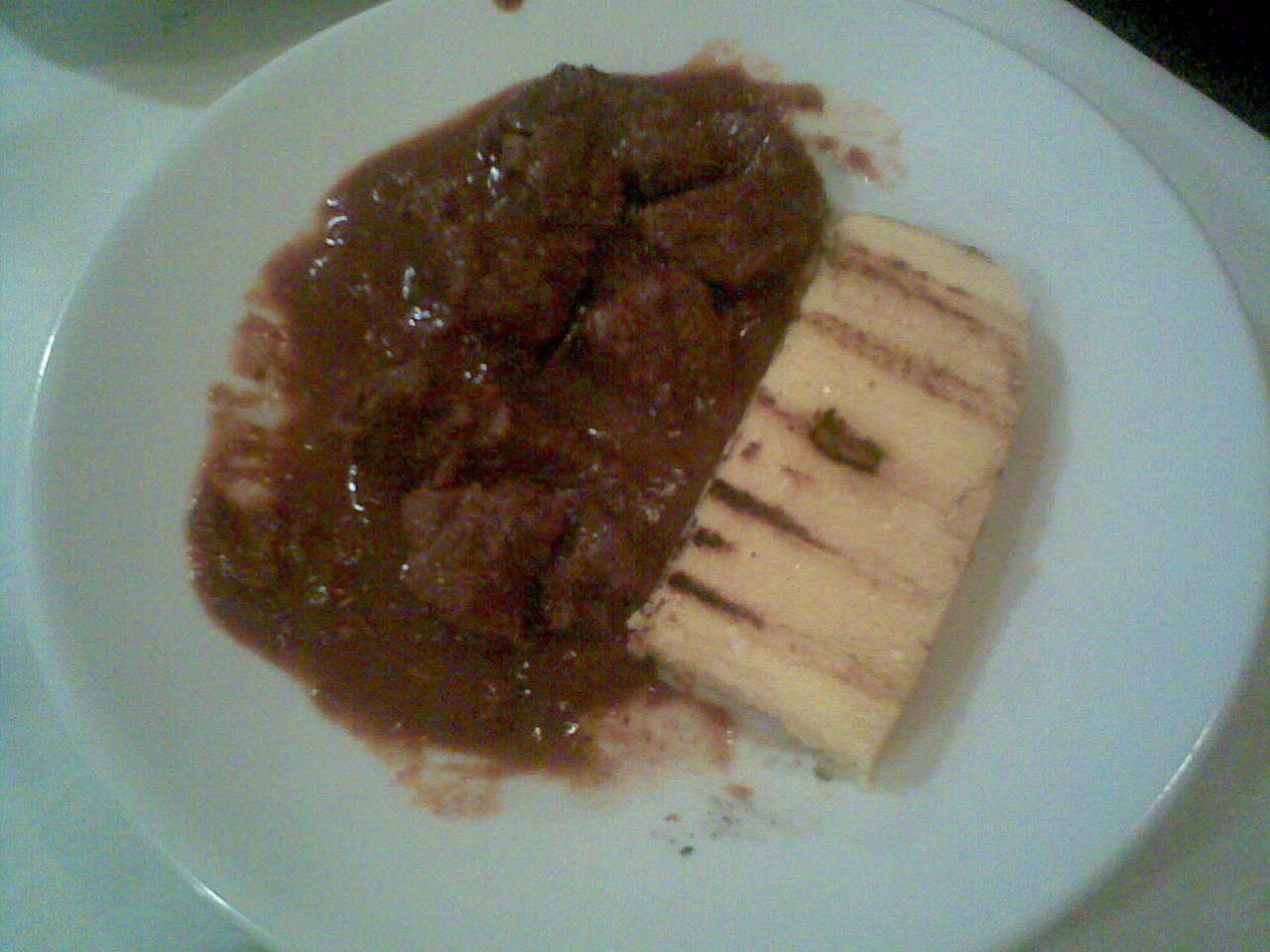
Stracotto

- Stracotto, stufato o brasato, ricetta a base di carne di manzo. Può essere accompagnato alla polenta[26]
- Stracotto d'asino, accompagnato da polenta[27][28]
- Bollito misto a base di carne di manzo, pollo e maiale lessati in acqua bollente accompagnato dalla mostarda[29]
- Pollo lessato con ripieno[30]
- Frittata con le rane[31]
- Frittata di luppolo selvatico (luertìs)[32]
- Cotechino e pisto, accompagnati da polenta e lenticchie[33]
- Luccio in salsa, pesce d'acqua dolce lessato accompagnato da una salsa a base di capperi, prezzemolo, acciughe sotto sale, aglio e cipolla[8]
- Pesce gatto, tipico delle località più prossime al Po, si può preparare fritto o in umido[34]
- Faraona arrosto[35]
- Trippe[36][37]

contorni:
- Peperonata[38]
- Polenta[39]
- Pollo alla Stefani[40]

condimenti:
- Salsa verde[41]

## Dolci
- Anello di Monaco[42]
- Bignolata
- Bussolano o bussolà[43]
- Caldi dolci[44]
- Chisöl, focaccia dolce[45]
- Fiapòn[46]
- Lattughe[44]
- Papasìn
- Sugolo[47]

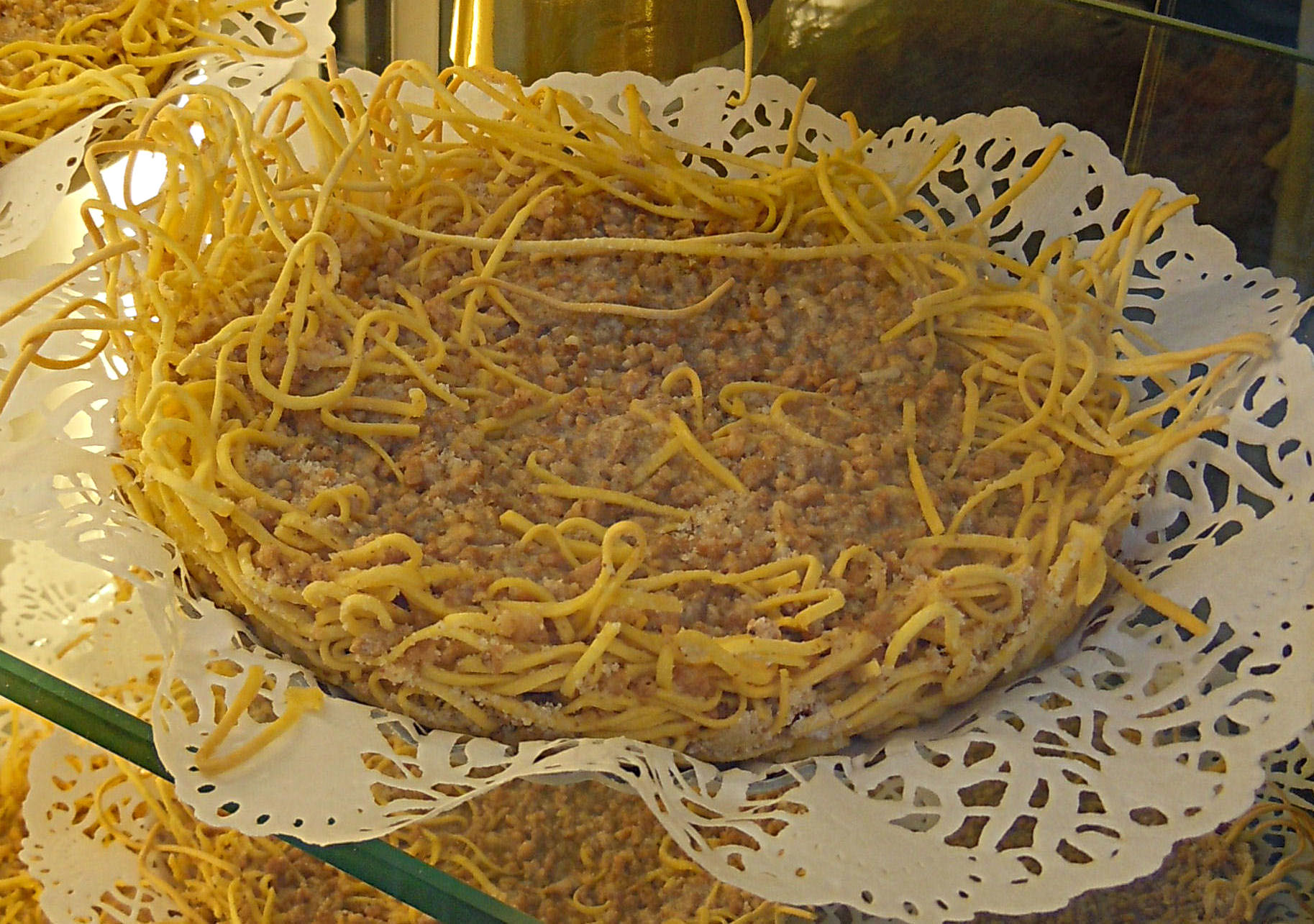
Torta di tagliatelle

- Torta sbrisolona, torta friabile a base di mandorle[48]
- Torta Elvezia[49]
- Torta del Paradiso[30][50]
- Torta di tagliatelle[30]
- Torta greca
- Torta mantovana[51]
- Torta margherita[44]
- Torta delle rose[52]
- Buffetta mantovana[53]
- Torta sabbiosa o Torta del 3
- Zabaione[54]

## Vini
- Vino cotto[55]
- Colli Morenici Mantovani del Garda bianco
- Garda Colli Mantovani Cabernet
- Garda Colli Mantovani Merlot
- Garda Colli Mantovani Pinot grigio
- Garda Colli Mantovani Tocai Italico
- Garda Colli Mantovani bianco
- Lambrusco Mantovano

## Liquori
- Nocino, liquore diffuso in Emilia e fatto con le noci verdi. Deve riposare alcuni anni prima della consumazione per poterlo apprezzare[57]
- Liquore di erba Luisa, ottenuto dalla Aloysia citriodora[58]